# برونيسلاف الميجور
برونيسلاف الميجور (بالبولندية: Bronisław Maj)‏ (و. 1953 – م) هو كاتب، ومترجم، وبروفيسور (أستاذ جامعي)، وكاتب سيناريو، وناقد أدبي من بولندا . ولد في وودج .

## التعليم
تعلم في جامعة ياغيلونيا

## مناصب وهيئات
أدار جامعة ياغيلونيا.

## روابط خارجية
- برونيسلاف الميجور على موقع IMDb (الإنجليزية)
- برونيسلاف الميجور على موقع أول موفي (الإنجليزية)
- برونيسلاف الميجور على موقع قاعدة بيانات الفيلم (الإنجليزية)
- برونيسلاف الميجور على موقع كينوبويسك (الروسية)